# Ornipholidotos larseni
Ornipholidotos larseni är en fjärilsart som beskrevs av Henry Stempffer 1969. Ornipholidotos larseni ingår i släktet Ornipholidotos och familjen juvelvingar. Inga underarter finns listade i Catalogue of Life.